# Tychon Černjajev
Tychon Serhijovyč Černjajev (in ucraino Тихон Сергійович Черняєв?; trasl. angl.: Tykhon Sergiyovych Cherniaiev; Charkiv, 1º marzo 2010) è uno scacchista ucraino, considerato un enfant prodige degli scacchi.

## Carriera scacchistica
In febbraio 2017, all'età di 6 anni, tiene una simultanea su 4 scacchiere, vincendo tutte le partite.
In settembre 2017, all'età di 7 anni, ottiene il 50% dei punti nel campionato ucraino under-18.
Il 28 maggio 2018, all'età di 8 anni e 88 giorni, diventa il più giovane a battere un Maestro Internazionale in una partita a tempo standard. Nel campionato ucraino a squadre di Čornomors'k, vince contro Alexey Maly (con Elo di 2355 punti). Il record precedente apparteneva allo statunitense di origine cinese Awonder Liang, con 8 anni e 118 giorni. 
A giugno 2018, all'età di 8 anni e 4 mesi, partecipa a Minsk ai campionati del mondo under-10 rapid e blitz (World Cadets Rapid and Blitz Chess Championships), vincendo entrambi i titoli.
A marzo 2019 riceve dalla FIDE il titolo ufficiale di Arena Grand Master. A maggio dello stesso anno gli viene assegnato il premio ucraino "Miracle Child 2019" e ad agosto 2019, a Minsk, si classifica secondo nel campionato del mondo rapid under-12.
Nel luglio 2022 partecipa ai Campionati europei giovanili individuali Rapid e Blitz, ottenendo l'Oro in entrambe le competizioni nella sezione U12.